# Castillo de Besora
El castillo de Besora es un castillo que se encuentra emplazado en la Vall de Lord, en el municipio de Navés, entre esta población y la sierra de Busa, en la comarca del Solsonés.
Estaba formado por tres cuerpos alargados, hoy convertidos en una vivienda de campo (masía).

## Historia
La primera vez que aparece citado en la documentación es en el año 982.
Durante la ocupación musulmana, era uno de los castillos que ejercían la vigilancia en la frontera con los territorios cristianos.
A finales del siglo IX, el conde de Barcelona Wifredo el Velloso estableció posiciones militares en Cardona, en Osona, en el Bergadá y en la Vall de Lord. Posiblemente la frontera del condado se encontraba entonces al norte de la ciudad de Solsona, quedando marcada por el castillo de Besora.